# Drop The Boy
A 'Drop The Boy a brit Bros együttes 1988. március 7-én megjelent kislemeze a Push albumról. A dal 2. helyezést ért el az Egyesült Királyságban, és ezüst státuszt kapott. A dal Írországban az első helyezést érte el. A dalt Tom Watkins és Nicky Graham írta.

## Megjelenések
CD Maxi Single  Európa CBS – CD ATOM 3, CBS – 651360 2
1. Drop The Boy	3:51
2. Drop The Boy (The Shep Pettibone Mix) 6:45
3. When Will I Be Famous? 4:24
4. The Boy Is Dropped	3:52

## Slágerlista
| Slágerlista                                  | Legjobb Helyezések |
| -------------------------------------------- | ------------------ |
| Ausztrália (ARIA Charts)                     | 9                  |
| Ausztria (Ö3 Austria Top 40)                 | 17                 |
| Belgium (Ultratop)                           | 34                 |
| Németország (GfK Entertainment Charts)       | 9                  |
| Írország (Irish Sngles Chart)                | 1                  |
| Hollandia (MegaCharts)                       | 23                 |
| Új-Zéland (Official New Zealand Music Chart) | 8                  |
| Norvégia (VG-Lista)                          | 2                  |
| Svájc (Schweizer Hitparade)                  | 5                  |
| Egyesült Királyság (Brit kislemezlista)      | 2                  |